# Kollel

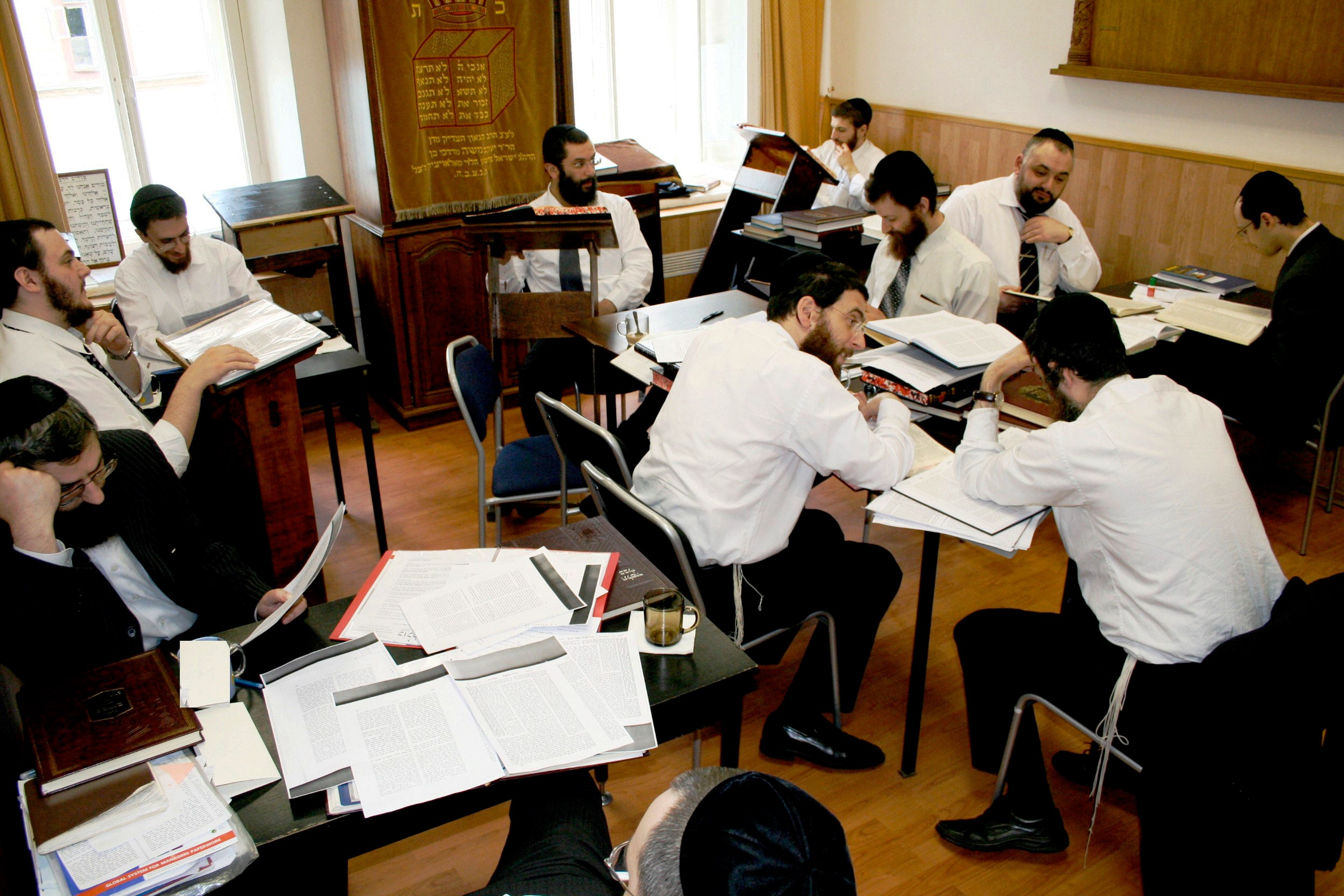
Kollel Birkat Yitzchak à Moscou.

Un Kollel (ou Collel, pluriel : kollelim) est un centre avancé d'études de la Torah, où des jeunes hommes, après leur mariage étudient pour une courte ou longue durée. En principe, ils reçoivent une bourse, le plus souvent modeste, leur permettant de se consacrer à plein temps à leurs études, et, de plus en plus à de l'enseignement ou à des publications.
Le Rosh Kollel dirige le Kollel et assure son fonctionnement.